# Gisela Bavorská
Blahoslavená Gisela Bavorská (985 ? Abbach u Řezna – 7. května kolem 1060, klášter Niedernburg u Pasova) byla uherskou královnou a později abatyší benediktinského kláštera v bavorském Niedernburgu (dnes část Pasova).

## Uherská královna
Gisela Bavorská byla dcerou bavorského vévody Jindřicha II. Svárlivého z rodu Liudolfingů, který byl úzce spřízněn s císařským domem Otonů, a sestrou římského císaře Jindřicha II. Jako velmi mladá dívka se provdala za uherského knížete Štěpána, který jako první svého rodu dosáhl na počátku roku 1001 královské korunovace.
Manželství Štěpána a Gisely prý bylo, jak se shodují dobové zprávy, dobré a harmonické a bylo požehnáno mnoha potomky. K zármutku rodičů však děti brzy umíraly. Jen několik týdnů či měsíců žili prvorozený syn Štěpán, mladší Otto i všechny dcery, jejichž přesný počet není znám. Teprve roku 1007 přivedla královna na svět syna, který byl pojmenován podle jejího bratra, tehdy panujícího císaře Jindřicha II. Imre – Emmerich a který se jako jediný z Giseliných dětí dožil dospělého věku. Roku 1031 byl však zraněn během lovu divokou sviní a na následky svého zranění zemřel. Královští manželé již neměli naději na narození dalšího potomka.
Na pořad dne byla nastolena otázka, co bude s jejich životním dílem – Štěpánova vláda byla dobou christianizace Uherska a intenzivního budování státní i církevní organizace. V království bylo založeno devět biskupství, a dokonce také arcibiskupství v Ostřihomi. V této činnosti se Gisela stala zdatnou pomocnicí svého chotě.
S Giseliným souhlasem si Štěpán vybral za svého nástupce synovce Petra Orseola, syna benátského dóžete a jedné ze svých sester. Když však roku 1038 král zemřel, zvedla se proti jeho následníku vlna odporu, na níž doplatil dvojím sesazením z trůnu a nakonec i oslepením.

## Řeholnice a abatyše
Ovdovělá Gisela ztratila po smrti svého královského chotě poslední pouto ke své druhé vlasti a rozhodla se, že Uhry, zmítané nástupnickými boji opustí. Začala proto vyjednávat s tehdejším císařem Jindřichem III. o návratu do Bavorska. Doprovázena podle tradice svojí ovdovělou snachou Chicou, se vypravila do Pasova a vstoupila zde do kláštera Niedernburg. Po uplynutí noviciátu se stala jeho třetí abatyší. Ve vedení kláštera setrvala téměř dvě desetiletí a významně se zasloužila o jeho rozkvět. Zemřela mezi lety 1060–1065 jako téměř osmdesátiletá stařena. Poté byla pochována v klášterním kostele sv. Kříže.
Hrob bývalé uherské královny a niedernburské abatyše Gisely byl od počátku chován ve velké úctě, přestože nebyla nikdy oficiálně blahoslavena ani svatořečena. Uctívání zesílilo poté, co se této cti dostalo jak jejímu manželovi králi Štěpánovi I. a jejich synu Emmerichovi (1083), tak jejímu bratru císaři Jindřichu II. (1146). Hrob blahoslavené Gisely v klášterním kostele sv. Kříže se stal oblíbeným poutním místem. V současnosti je považován za maďarskou národní svatyni.